# Championnats d'Europe de gymnastique acrobatique 1994
Navigation
Édition précédente Édition suivante
Les championnats d'Europe de gymnastique acrobatique 1994, quinzième édition des championnats d'Europe de gymnastique acrobatique, ont eu lieu en 1994 à Zielona Góra, en Pologne.